# Guelta

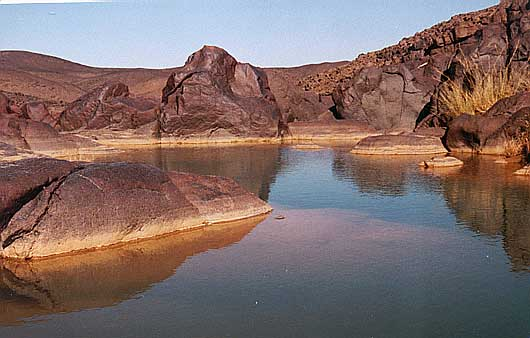
Guelta im Adrar-n-Ifoghas, Mali und Algerien

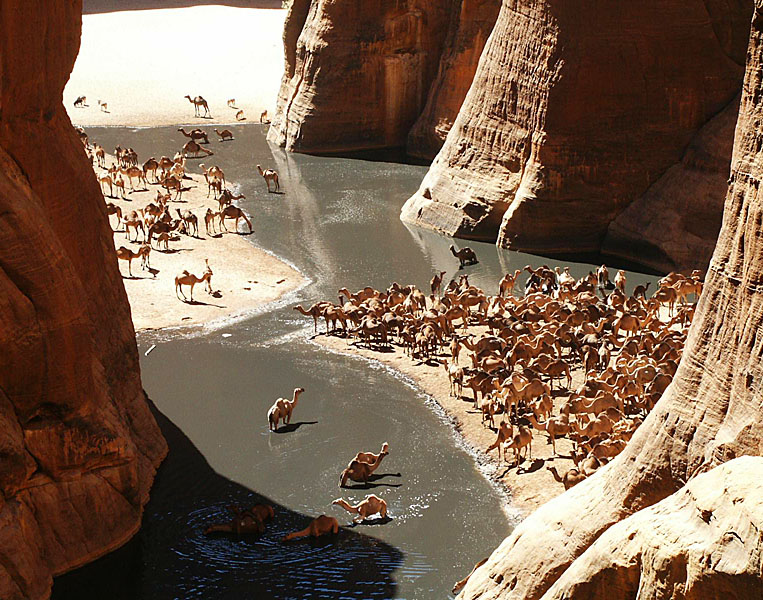
Kameltränke am und im Guelta d’Archei in der Dornstrauchsavanne des Tschad

Eine Guelta ist eine Sonderform einer natürlichen Wasserstelle in der Sahara. Von den Tuareg werden sie aguelmam oder aguelmin genannt.

## Entstehung
Bei einer guelta kann es sich um eine mit Wasser gefüllte natürliche Zisterne in einer Felsformation handeln oder auch um eine relativ schnell verdunstende größere Pfütze in einem sonst trockenen Wadi, die sich nach einem der äußerst seltenen Regenfälle gebildet hat. Die permanent gefüllten Gueltas entstehen durch kleinste Rinnsale zwischen den Felsen oder durch Grundwasser, das aus dem umliegenden Tiefland an die Oberfläche gedrückt wird.

## Geschichte und Nutzung
In der Nähe mancher gueltas finden sich Felszeichnungen, was auf die zeitweise Anwesenheit prähistorischer Jäger und Sammler schließen lässt; später wurden sie von Nomaden als Viehtränken genutzt. Andere gueltas haben Abflüsse, deren Wasser meist schnell versickert, in manchen Fällen aber auch in einem oder gar mehreren von Menschen konstruierten Bewässerungskanälen endet (z. B. Iche, Amtoudi).

## Fauna
Gueltas werden von Vögeln und anderen Kleintieren als Tränke genutzt. Größere Wildtiere sind in der Sahara ausgestorben, doch im Guelta d’Archei im Ennedi-Massiv haben bis heute sieben Krokodile überlebt und Nachwuchs gezeugt.